# Bahcsiszeráji káni palota
A bahcsiszeráji káni palota a Krími Tatár Kánság uralkodóinak székhelye volt. A 16. századi, fallal körbevett épületegyüttes a lakóépületek és kertek mellett mecseteket, háremet és temetőt is magába foglal. A palota belsejének díszítése a 16. századi hagyományos krími tatár stílust tükrözi. Az épületegyüttes 2003 óta a világörökség javaslati listáján szerepel.

## Története
Az építkezés kezdete I. Száhib Giráj krími kán nevéhez fűződik. Az általa építtetett épületegyüttes a ma látható palotánál sokkal nagyobb kiterjedésű volt. A legrégebbi épület 1532-ből származik, a palotáról az első írásos feljegyzés 1539-ből maradt fenn.
1736-ban az orosz–osztrák–török háború során orosz csapatok foglalták el a várost; és Burkhard Christoph von Münnich tábornagy felgyújtatta a palotát. Az 1737–1743 között uralkodó II. Szelamet Giráj  építtette újjá, Kirim Giráj uralkodása alatt (1758–1769) pedig lényegesen bővítették.
Az orosz uralom idején a belügyminisztérium kapott benne helyet. A palotát meglátogatta II. Katalin cárnő és I. Sándor cár is.
1917 óta a palota a krími tatárok múzeumaként működik; 2003-ban felkerült Ukrajna világörökségi javaslati listájára.
2017-ben a palotát felújították. A felújítást vezető, moszkvai székhelyű Atta Groupnak kevés tapasztalata volt a műemlékek megőrzésében. A felújítás során a palota évszázados tölgyfagerendáit betonnal helyettesítették, a 18. századi falfestmények pedig nagynyomású víz miatt károsodtak, az épület homlokzatán repedések jelentek meg, és a magas nyomású tisztítás során leesett a vakolat. Az ukrán kulturális minisztérium az UNESCO segítségét kérte, hogy járjon közbe az Oroszországi Föderációnál a műemlék védelme érdekében.

## Leírása
Az épületegyüttes, amely 17 épületből és 9 zárt belső kertből áll, mintegy 500 000 négyzetméteren helyezkedik el, ebből 7190 négyzetméter a beépített terület. Két mecset tartozik hozzá (nagy- és kismecset), valamint hivatalos fogadótermek, lakóépületek a kán és családja, illetve kísérete számára, pihenőhelyek, kiegészítő épületek (őrépületek, fürdők, istállók, konyhakert stb.), kisebb építmények (kapuk, szökőkutak és medencék) és zárt belső udvarok kertekkel és parkokkal. Építészetileg a Közel-keleti és a helyi krími tatár hagyományok egyvelege.

### Könnyek kútja
A kutat az egyik utolsó kán, Kirim Giráj emeltette fiatalon elhunyt felesége emlékére. A fiatal lengyel nőt állítólag a kán korábbi kedvence felesége ölte meg. A harcban megkeményedett kán gyászba esett, és könnyeket hullatott, ami igencsak meglepte az őt ismerőket. A márványból készült kút, a kánhoz hasonlóan, könnyeket hullat két szál rózsára.
A Könnyek kútja számos festőt és költőt ihletett meg, többek között Alekszandr Szergejevics Puskint és Adam Mickiewiczet.

### Nagymecset
A káni nagymecset a palota terén áll, az északi kaputól keletre. Ez az egyik legnagyobb mecset a Krímben, és egyike a bahcsiszeráji együttes első épületeinek. A mecsetet I. Száhib Giráj építtette 1532-ben.
A mecset egy négyzetes alaprajzú, háromhajós imateremből, valamint egy-egy keletre illetve néző narthexből és portikuszból áll. A portikuszból két nyolcszögű, 28 méter magas minaret emelkedik ki, kúpos tetejükön csúcsdíszekkel. A mecset északkeleti sarkához illeszkedik egy szertartásos tisztálkodásra szolgáló négyzetes kioszk. Feltételezések szerint a keleti fal mellett egy medresze állt, amelyet Arszlán Giráj építtetett 1750-ben. A mecsetbe egy északra nyíló portálon át lehet bejutni.

### Kismecset
A főépületben található kismecsetet a kán családja és fontos tisztségviselői számára építették a 16. században. A belső festmények 17–18. századiak.
A déli falon áll a mihráb, amelynek felső részén hét díszes öv található, amelyek a mennyország hét szintjét jelképezik. A mihráb feletti festett üvegablakon Szulejmán pecsétjét ábrázolták. A mecset egyik falára vitorláshajókat, lovakat és lovasokat ábrázoló képeket karcoltak.

## Képek

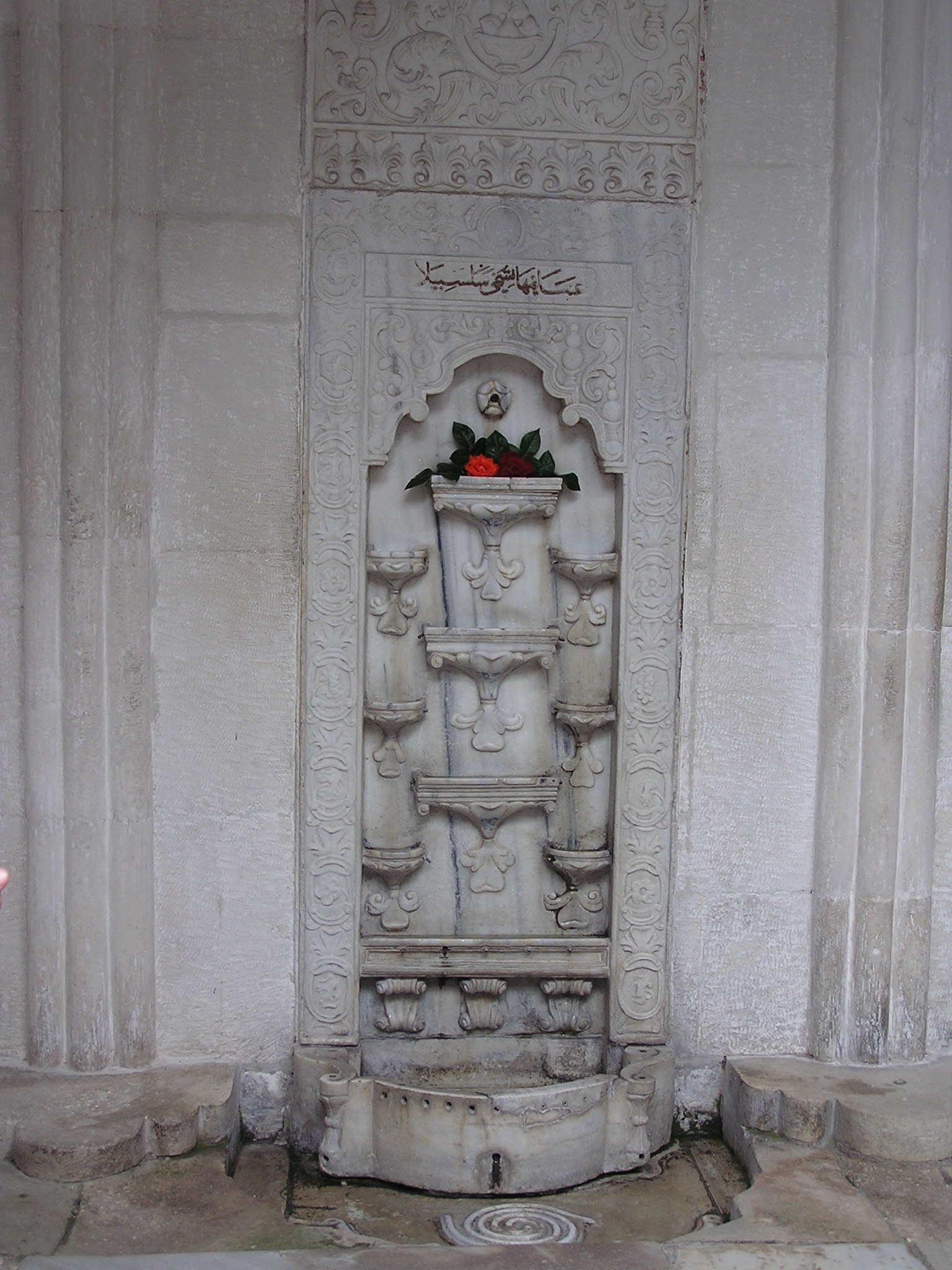
A Könnyek kútja
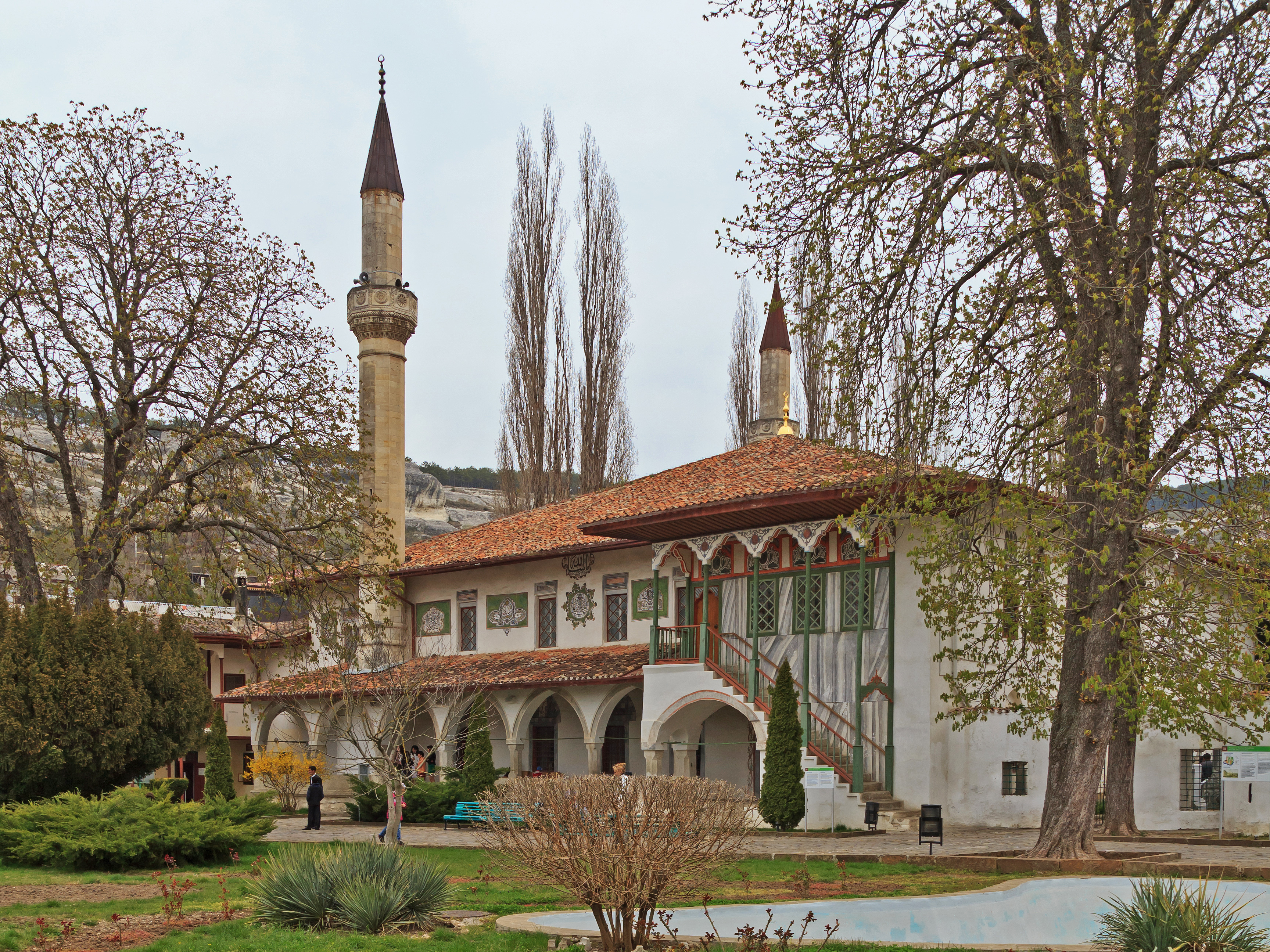
A nagymecset
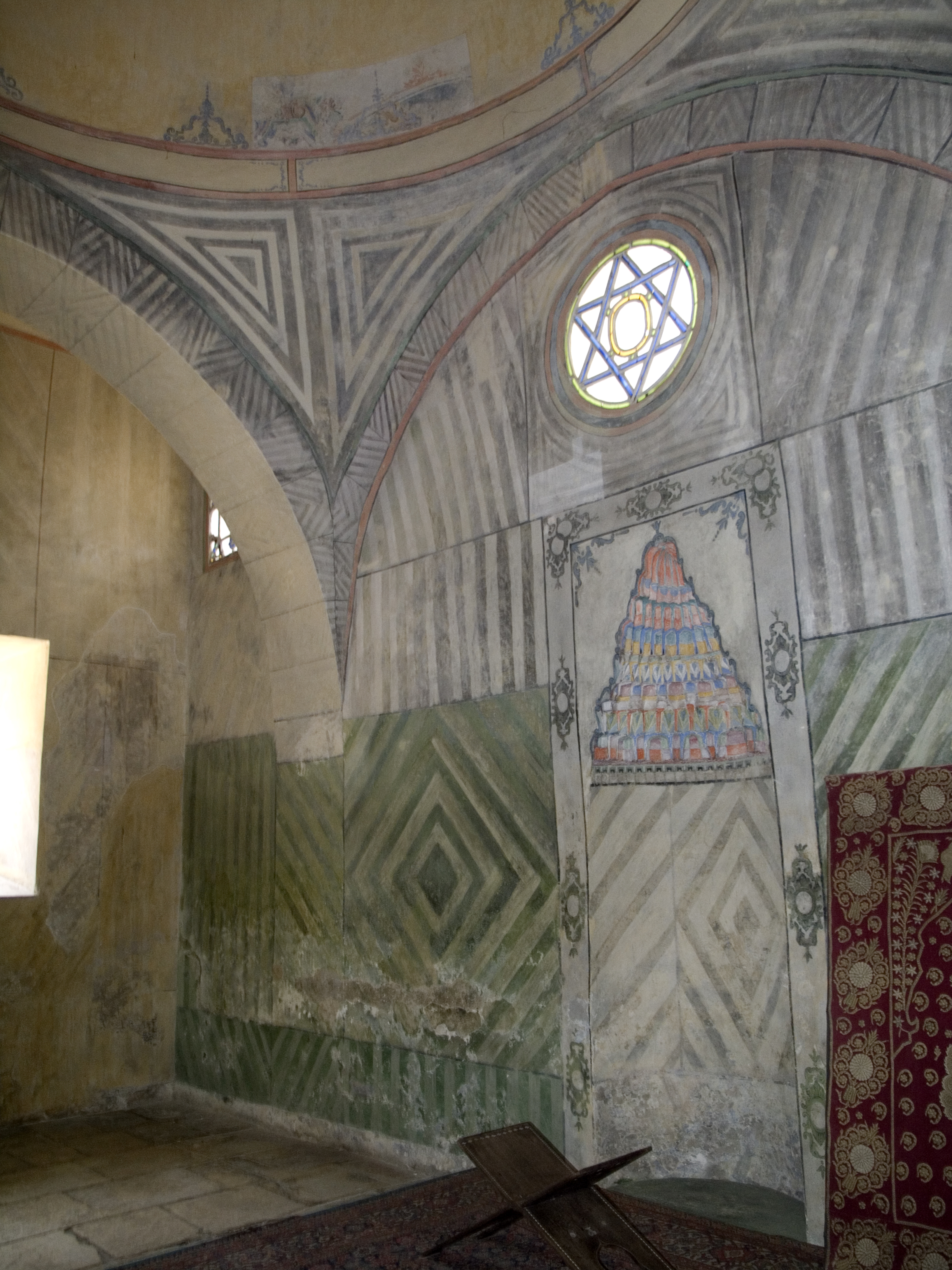
A kismecset belseje
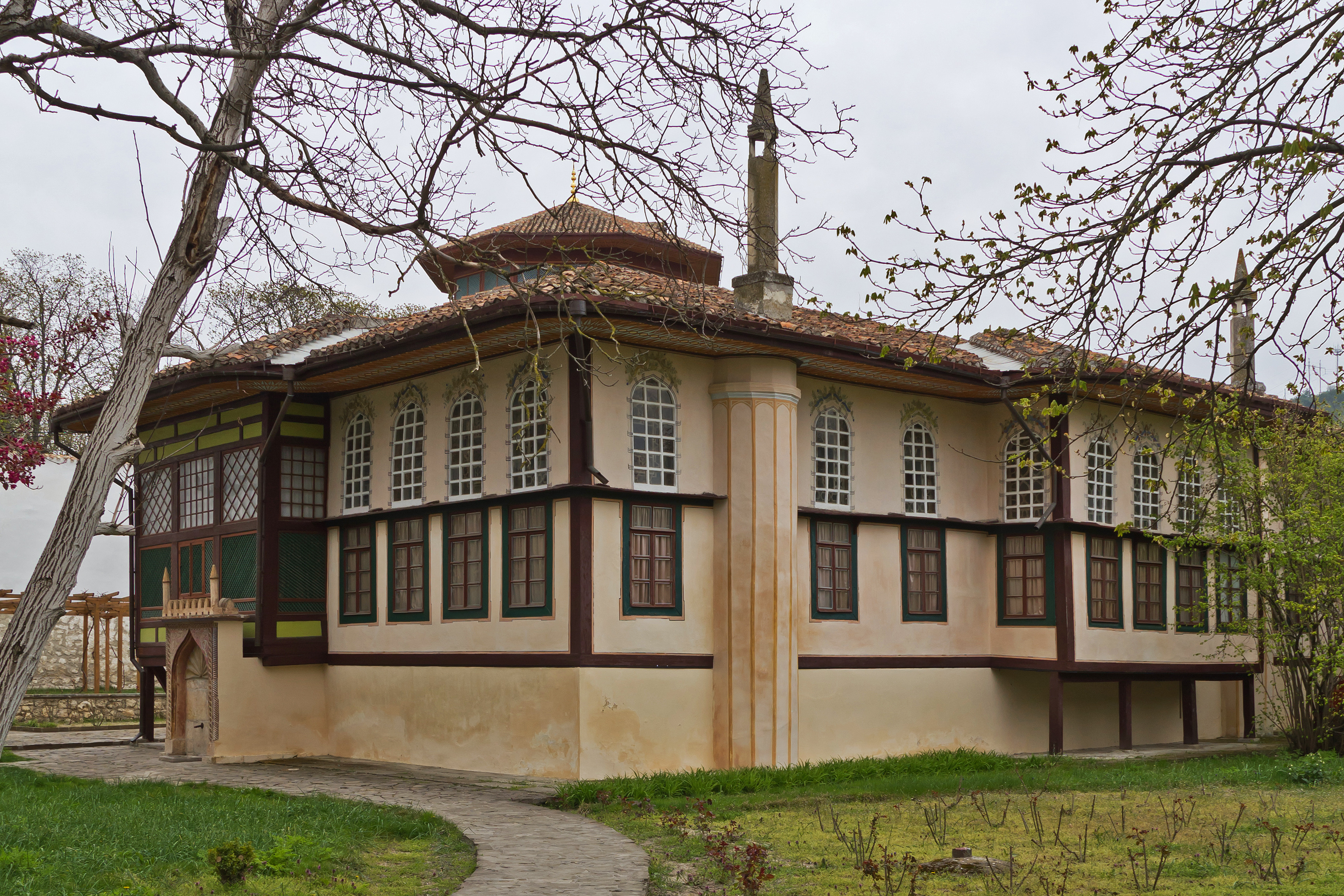
A hárem
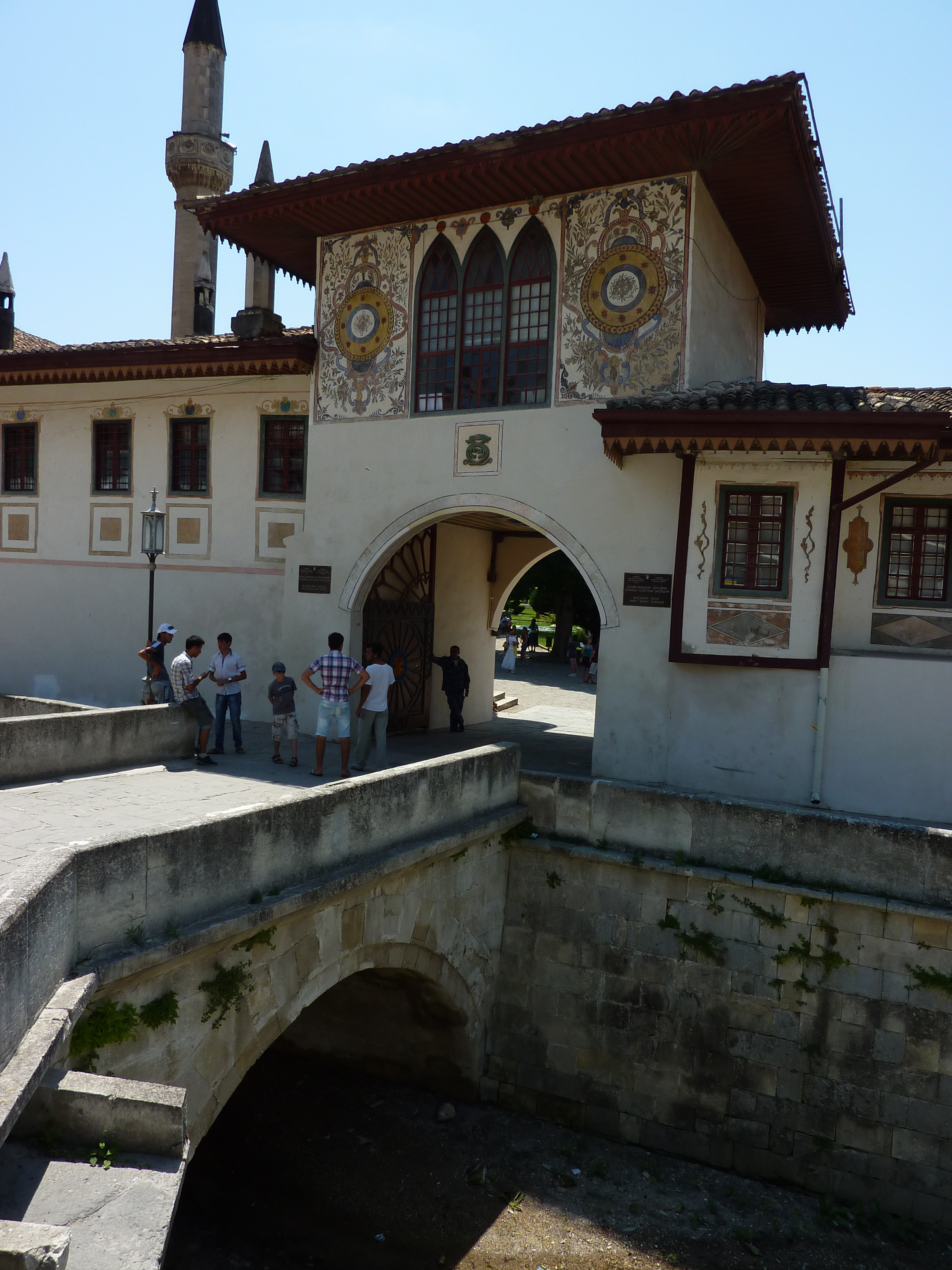
Az északi kapu

## Fordítás
- Ez a szócikk részben vagy egészben  a   Bakhchisaray Palace című angol Wikipédia-szócikk ezen változatának fordításán alapul.  Az eredeti cikk szerkesztőit annak laptörténete sorolja fel. Ez a jelzés csupán a megfogalmazás eredetét és a szerzői jogokat jelzi, nem szolgál a cikkben szereplő információk forrásmegjelöléseként.
- Ez a szócikk részben vagy egészben  a   Khanpalast von Bachtschyssaraj című német Wikipédia-szócikk ezen változatának fordításán alapul.  Az eredeti cikk szerkesztőit annak laptörténete sorolja fel. Ez a jelzés csupán a megfogalmazás eredetét és a szerzői jogokat jelzi, nem szolgál a cikkben szereplő információk forrásmegjelöléseként.